# 井田是政

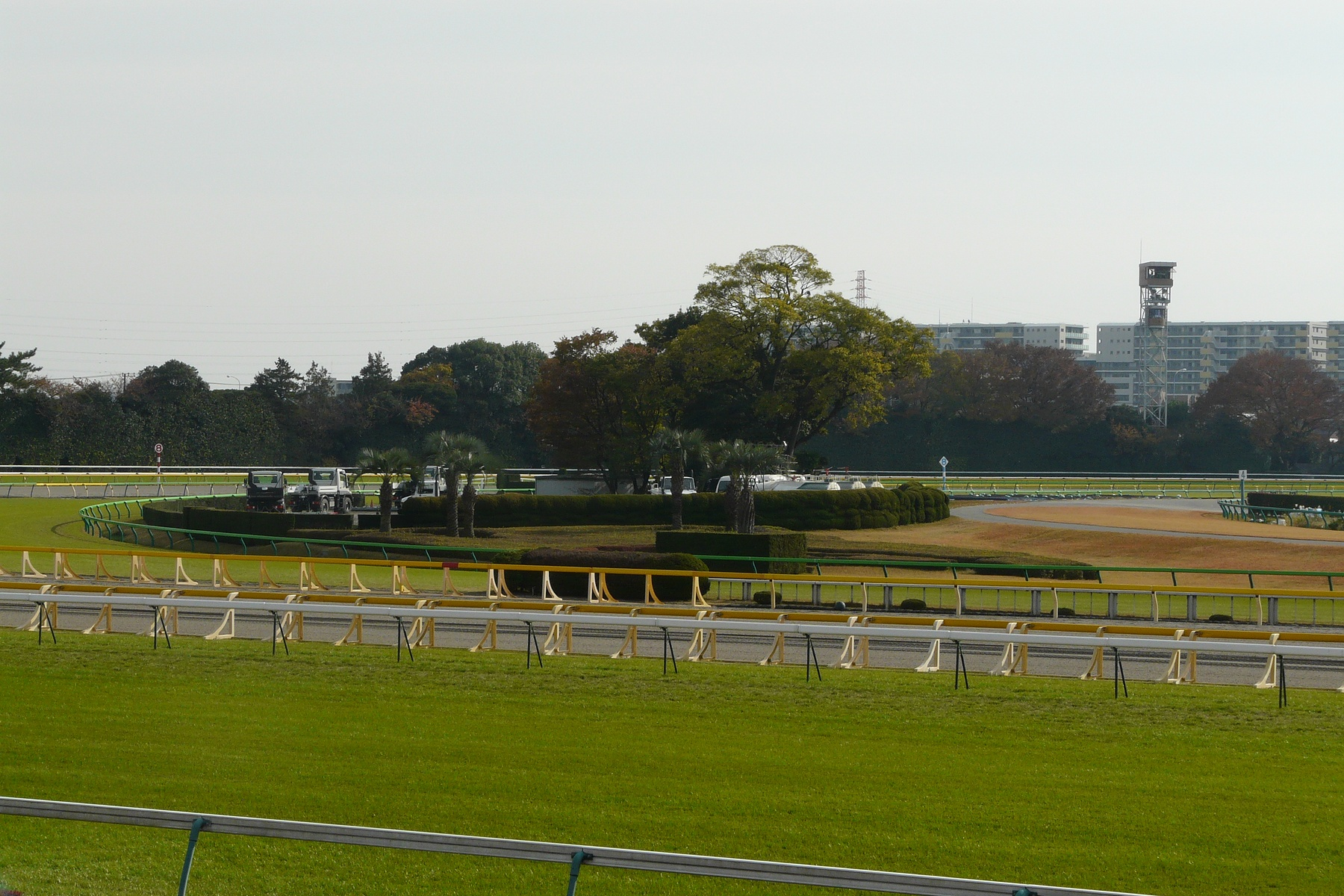
井田一族の墓（是政塚）がある東京競馬場の大欅

井田 是政（いだ これまさ、生没年不詳）は、戦国時代の武士。

## 人物
畠山重忠の末裔を称し、後北条氏に仕えていたが、1590年（天正18年）の小田原征伐で主家が滅亡した後に武蔵国府中の横山村（現在の東京都府中市是政地域）に移り、村の開拓にあたった。この功績により、後に同地には自身の名である「是政」が地名として名付けられた。「是政」の地名はその後も受け継がれ、武蔵国多摩郡是政村（江戸時代 - 1899年）、多磨村是政（1899年 - 1954年）を経て、多磨村が府中町や西府村と合併して府中市制が施行された現在も引き続き用いられている。
東京都府中市の東京競馬場第3コーナー付近の通称「大欅」には井田一族の墓（是政塚）があり、この墓からは鎌倉・室町時代の板碑が出土している。また、府中市が市内の小学3年生に配布する「武蔵府中郷土かるた」にも、「地名にのこる井田是政」として採り上げられている。

## 参考資料
- 新編武蔵風土記稿 91,63巻
- 神奈川県川崎市中原区井田という地名があり、井田摂津守の城がある
- 日本財団図書館 - 多摩川競艇場（是政競艇場）の歴史
- 府中市史史料集 東京都府中市
- 井田是政の墓と是政周辺の地図 府中市資料[リンク切れ]